# Есперантска литература
Есперантска литература (срещано и непреведено като есперанто литература) е термин, който обхваща както оригиналната (създадена на езика), така и преводната литература на езика есперанто.

## История
В съвременното есперантистко литературознание историята на литературата на есперанто е разделена на 5 периода:
1. 1887 – 1920: примитивен романтизъм и формиране на стила;
2. 1921 – 1930: зрял романтизъм и разцвет на литературата;
3. 1931 – 1951: парнасизъм и зряла литература;
4. 1952 – 1974: постпарнасизъм и модернизъм
5. след 1975 г.: експериментална поезия, популяризиране на романа, постмодернизъм.

### Първи период (1887 – 1920)
В ранните години на движението есперанто, литература в по-голямата си част е преводна. Това се дължи на факта, че езикът се намира все още в етап на развитие и има малко писатели, които владеят есперанто на достатъчно високо ниво. Първите оригинални литературни произведения на есперанто принадлежат на самия създател на този език, Людвик Заменхоф: „О, мое сърце!“ и „Моята мисъл“, публикувани в „Първата книга“ през 1887 г. С появата на първото периодично издание на „Есперантист“ започват да се публикуват и други малки стихотворни и прозаични произведения. Значимо събитие за есперанто литературата става издаването на „Фундаментална христоматия“ през 1903 г.
Значителен тласък на развитието на литературата дава Първия световен конгрес на есперантистите. След неговото провеждане, оригиналните произведения стават все повече; освен това, качеството им се подобрява, тъй като нараства броят на знаещите езика и тяхното езиково ниво. През 1907 г. се появява първият роман, написан на есперанто от френския д-р Анри Вален „Замъкът Прелонга“ (на есперанто: Kastelo de Prelongo). На него принадлежи и втория оригинален есперанто-роман „Той?“ (на есперанто: Ĉu li?).
През този период са направени първите качествени преводи на световната класическа литература: превод от Людвик Заменхоф на „Хамлет“ на Шекспир, от Василий Девятнин на „Борис Годунов“ и „Демон“ на Лермонтов, от Абрам Кофман на „Илиада“ на Омир. Отпечатък оставя „бащата на поезията на есперанто“, Антоний Грабовски, със свои собствени оригинални съчинения и преводи на произведения на Пушкин, Адам Мицкевич, Гьоте.
Характерна черта на първия период е появата на писателски школи: Славянска, Северна, Френска.

#### Школи от първия период

##### Славянска школа
Славянската школа е активна до 1920 година. Тя може да се раздели на две поколения. Лидерите на първото поколение са петте писателя, чиито произведения влизат във „Фундаментална христоматия“: Антоний Грабовски, Василий Девятнин, Аврам Кофман, Лео Белмонт и Феликс Заменхоф. Към поетите от първото поколение на Славянската школа се отнасят Александрас Дамбраускас и Иван Селезньов. Особено място в развитието на училището заема Йозеф Васневски, чиято новела „В тухлената фабрика“ (на есперанто: En la Brikejo) е удостоена с литературна награда в първия конкурс за литература на есперанто.
Повече от всички представители на второто поколение на Славянската школа се открояват чешкия поет Станислав Шулхов, писателя-романист Иван Благовест и полския писател Казимеж Беин.

##### Северна школа
Появата на Северната школа е способствано от началото на издаването на списанието „Lingvo Internacia“ в Швеция през 1895 г. Към основните представители на школата спадат: Магнус Норденсван, Ото Зайдлиц, Валдемар Ланглет, Пер Алберт. Към поетите – Ланглет, Ото Сванбом, Георги Дешкин.

##### Френска школа
Важно значение за възникването на френската школа има творчеството на първия френски есперантист Луи дьо Бофрон. До първите години на 20 век, другите френски есперантисти имитират неговия стил, докато влиянието му постепенно не отслабва и се образуват две самостоятелни групи писатели.
Първата група се обединява около професор Карл Бурле и парижкото периодично издание „Ревю“. Тези писатели са привърженици на открита езикова политика, въвеждане на неологизми и нови корени.
Другата група френски писатели е срещу употребата на ненужни неологизми в есперанто. Те издават списание „Международен език“ (Lingvo Internacia), а нейният лидер е професора-лингвист Теофил Кар.
Литературната битка на двете групи довежда до зараждането на есперантологията, лингвистична наука за езика есперанто. Характерно за този период е също така значителното увеличаване на броя на научните трудове на есперанто и формирането на журналистически стил.
На поезията на френската школа се отделя сравнително малко внимание. Най-ярък представител е френскоговорещият швейцарец есперантист Едмон Прива. Значителен принос в литературата внася и труда на Рене дьо Сосюр, насочен към защитата на есперанто от критиките на привържениците на идо и който се явява основен в развитието на теорията на думите в езика есперанто. Есперантистът Анри Вален е първият романист. Особено популярен сред жените е Жан Флуран.

#### Други писатели от периода
Освен тези 3 школи могат да се посочат редица други отделни писатели-есперантисти:
- Алберт Стайлър – английски писател на разкази;
- Мария Ханкел – първата есперантска поетеса в света;
- Кларънс Бикнел – поет и пионер на есперанто движението в Италия;
- Джайлз Браун – английски поет;
- Англичанинът Хаямс през 1915 г. пише първата утопия на есперанто, наречена „Ново чувство“;
- Николай Боровко – сред първите писатели на есперанто и пионер на есперантското движение в Руската империя;
- Дум Карм – малтийски поет;
- Алесандро Мацолини – италиански поет;
- Роман Франкел – руски поет и преводач;
- Хайнрих Лейкен – германски романист;
- Станислав Браун и Станислав Каролчик – полски поети.

### Втори период (1921 – 1930)
За началото на нов период в есперанто литературата се приема публикуването на поетичния сборник на унгарския есперантист Калмана Калочаи „Свят и сърце“. Следващите десет години се превръщат в епоха на разцвет на есперанто литературата благодарение на плеяда от видни писатели и поети: Евгений Михалски, Дюла Баги, Юлий Мангада, Грау Касас, Раймонд Шварц, Теодор Юнг, Ян ван Шор, Николай Хохлов.

### Трети период (1931 – 1951)
По време на третия период излизат следните ключови книги на езика есперанто: „Пълен речник на есперанто“ (1930), „Опъната струна“ (1931), антологията „Вечният букет“ (1931), „Пътеводител за Парнас“ (1932), „От страница на страница“ (1932), превода на „Ад“ (1933) на Данте, „Пълна граматика на есперанто“ (1935).
От 1950 г. Световната асоциация на есперанто провежда конкурс за литературни произведения на есперанто в следните категории: оригинална литература на есперанто; оригинална проза на есперанто; оригинално есе на есперанто на тема езици, литература, история и социология; оригинално произведение за театър; детска книга на годината, написана на есперанто.
Списък на писатели и поети от третия период:
- Владимир Варанкин
- Гастон Варенген
- Людмила Евсеева
- Израил Лейзерович

### Четвърти период (1952 – 1974)
През 1970 г. започва издаването на литературното списание Literatura Foiro. През същата година излиза първото издание на най-обемния тълковен речник есперанто – „Пълен илюстрираран речник на есперанто“.
Списък на писатели и поети от четвъртия период:
- Марджъри Бултон
- Уилям Олд
- Рето Росети

### Пети период (1975 – наше време)
През петия период, започва превеждането на книги, написани на есперанто, на национални езици. В света се появяват повече издателства, издаващи оригинални и преводни книги на есперанто. На 60-ия конгрес на ПЕН клуба през 1993 г. е взето решение за създаване на есперантистки раздел. През 2007 г. излиза първият брой на новото литературно списание Beletra Almanako.
Списък на писатели и поети от петия период:
- Михаил Бронщайн
- Валентин Мелников
- Клод Пирон
- Рихард Шулц